# Дюнкерк (футбольний клуб)
«Дюнкерк» (фр. USL Dunkerque) — французький футбольний клуб з однойменного міста, заснований 1919 року. Приймає своїх суперників на «Стад Марсель-Трібу», що вміщує 4 200 глядачів.

## Історія
Клуб був заснований в 1919 році під назвою «Дюнкерк-Мало» (фр. Union Sportive Dunkerque-Malo) в результаті об'єднання двох місцевих клубів «Мало-ле-Бен» (фр. Union sportive de Malo-les-Bains), заснованого 1900 року, та «Серкль Олімпік» (фр. Cercle olympique dunkerquois), заснованого 1909 року.
1929 року клуб здобув свій найкращий результат, дійшовши до півфіналу Кубка Франції, в подальшому команда доходила чотири рази до чвертьфіналів у 1930, 1937, 1968 та 1971 роках.
У 1935 році клуб отримав професіональний статус і був включений до другого дивізіону, де грав до 1939 року. Під час Другої світової війни стадіон клубу був повністю знищений, тому до початку 1950-х років команда фактично не існувала.
У 1954 році «Дюнкерк» об'єднався із командою Dunkerque Étudiant Club, змінивши назву на Union Sportive de Dunkerque, після чого команда почала поступове відновлення свого рівні і 1966 року повернулась до професіонального рівня, повернувшись до Дивізіону 2. Після декількох сезонів клуб став лідером чемпіонату і вперше закінчив сезон на четвертому місці в 1973 році, відставши лише на три очки від чемпіона «Ланса». П'ять років по тому «Дюнкерк» знову став четвертим, а через рік — третім. Після декількох посередніх сезонів, клуб став п'ятим у 1983 році. Після цього клуб був середняком другого дивізіону і у 1996 році клуб після тридцяти поспіль сезонів у другому дивізіоні понизився у класі, а 1997 року вилетів в Аматорський чемпіонат, втративши професіональний статус.

## Зміна назв
- Union sportive Dunkerque-Malo: 1919—1927
- Union Racing Dunkerque-Malo: 1927—1934
- Olympique dunkerquois: 1934—1954
- Union sportive de Dunkerque: 1954—1987
- Union sportive du littoral de Dunkerque: з 1987